# Bosc Comunal de Noedes - Orbanyà
El Bosc Comunal de Noedes - Orbanyà és un bosc a cavall dels termes comunals de Noedes i Orbanyà, a la comarca del Conflent (Catalunya del Nord).
Està situat al nord del terme de Noedes, a l'esquerra de la Ribera de Noedes, tots dos territoris bàsicament soleis, i al nord-oest del d'Orbanyà, a la dreta de la Ribera d'Orbanyà, que és majoritàriament una obaga.
El bosc està sotmès a una explotació gestionada per l'Office National des Forêts (ONF), malgrat que la propietat del bosc és dels comuns dels dos pobles. Cal tenir en compte que, pel que fa a Noedes, bona part del sud del territori comunal és inclòs en la Reserva Natural de Noedes, i que, encara, al sud-oest hi ha el Bosc Comunal de Noedes.